# Eustaci (traductor)
Eustaci (en llatí Eusthatius, en grec Εὐστάθιος) fou l'autor d'una traducció llatina dels nou discursos de Basili de Cesarea sobre la Creació. Era africà de naixement i va florir vers la meitat del segle v. La versió llatina es titula de Novem S. Basilii Sermones in principium Geneseos.